# Věra Opravilová
Věra Opravilová (9. listopadu 1934 Olomouc – 22. března 2021) byla česká mikrobioložka zabývající se studiem jednobuněčných eukaryot, hlavně krytenek.

## Život a profesní dráha
Věra Opravilová se narodila v roce 1934 v Olomouci a vystudovala reálné gymnázium ve Šternberku. V letech 1953–1958 studovala na Přírodovědecké fakultě Masarykovy univerzity v Brně (tehdy Univerzitě J. E. Purkyně) obor zaměřený na systematickou biologii a učitelství biologie a chemie. Po studiích pracovala v Okresním vlastivědném muzeu v Bruntále jako odborný pracovník pro přírodní vědy. Od roku 1961 potom jako odborná asistentka na tehdejší katedře zoologie a antropologie Přírodovědecké fakulty Masarykovy univerzity. Disertační (1967) a kandidátskou (1970) práci obhájila na téma motolic skupiny Diplostomida. Kvůli složité situaci na pracovišti v 60. letech pozastavila publikační činnost a věnovala se vedení studentů a přípravě zoologických laboratorních kurzů. Omezená vědecká činnost trvala do 80. let, kdy se Věra Opravilová zaměřila na krytenky (Arcellinida) a jiná bentická mnohobuněčná eukaryota. Kvůli publikační pauze habilitovala až v roce 1996. Do penze odešla v roce 2001, aktivně činná ve výuce a výzkumu na Ústavu botaniky a zoologie MU však zůstala do roku 2016.
Práce Věry Opravilové zahrnuje například studie krytenek severní Evropy nebo monitoring vodních bezobratlých v CHKO Pálava.